# Kleist-Theater Frankfurt (Oder)
Das Kleist-Theater war ein 1945 in Frankfurt (Oder) eröffnetes Opern- und Schauspielhaus. Es wurde 1952 nach dem bekanntesten Sohn der Stadt, dem Schriftsteller Heinrich von Kleist, benannt. Im Jahr 2000 schloss die kommunale Einrichtung.

## Geschichte

### Stadttheater

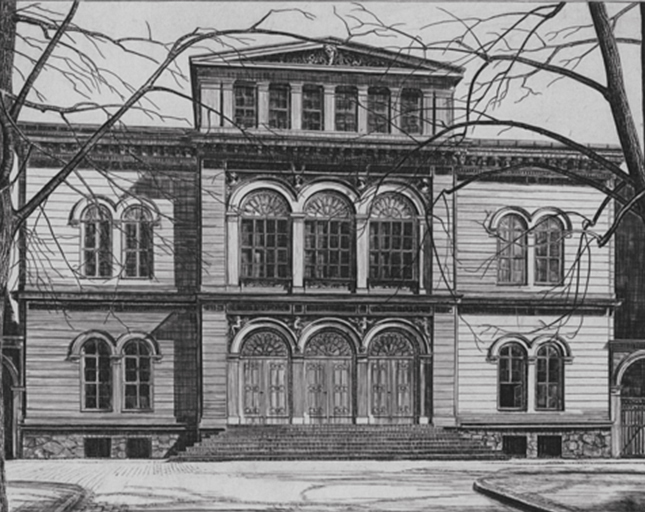
Stadttheater (1842–1945)

Von 1840 bis 1842 wurde am Wilhelmsplatz 22 (dem späteren Platz der Republik) nach den Entwürfen von Karl Friedrich Schinkel von Stadtbaurat Emil Flaminius ein Theaterbau errichtet, der am 1. November 1842 mit Lortzings Oper Zar und Zimmermann eröffnet wurde und fortan das Stadttheater Frankfurt beherbergte.
Das Theater verfügte ursprünglich über 800, später 609 Sitze. Im Frühjahr 1945 wurde es durch Bomben zerstört.

### Neubeginn des Theaterspiels 1945
Nachdem der Theaterbau in der Innenstadt zerstört war, aktivierte der Schauspieler Bruno Karl das Theaterleben in dem nach Plänen von Otto Bartning 1928/1929 errichteten Musikheim im Stadtteil Nuhnenvorstadt wieder: Er leitete im Sommer 1945 die Aufführung literarischer Werke und organisierte ein erstes Konzert. Im Frühjahr 1946 hatte sich ein kleines Team von Schauspielern zusammengefunden und begann im Musikheim mit einem regulären Spielbetrieb. Noch im selben Jahr erfolgten Reparaturarbeiten an dieser Spielstätte, die bereits am 4. Mai 1946 abgeschlossen waren. Aus dem zerstörten Theatergebäude der Innenstadt konnten Teile des Theaterfundus gesichert werden. Schnell stellte sich heraus, dass die Kapazität von 300 Sitzplätzen nicht reichte. So wurde im Garten eine Freilichtbühne geschaffen, die am 9. Juni 1946 mit der Operette Im weißen Rößl vor 1.500 Zuschauern eröffnete.
Von Januar bis März 1947 mussten die Aufführungen in die Volkshochschule verlegt werden, da die Kohlevorräte des Theaters beschlagnahmt worden waren. Ende März fanden die Vorstellungen wieder im Musikheim statt. Weitere An- und Umbauarbeiten wurden nötig: 1947 wurde der Probensaal ausgebaut; anstelle des ausgebrannten Nordflügels wurde eine Baracke für den Technischen Bereich errichtet.
Im Jahr 1948 verließ der Intendant Asmus-Bach das Theater und hatte das Ensemble mitgenommen. An seine Stelle trat Willy Linke, versammelte eine neue Theatergruppe um sich und kümmerte sich um weitere Baumaßnahmen. Eine Vorbühne wurde eingebaut und die Fenster im Zuschauersaal verkleinert. Während der Umbauarbeiten fanden Aufführungen wieder in der Volkshochschule statt. Am 27. April 1948 konnte das Theater wieder öffnen.
Die zuständige Stadtkommandantur der SMAD ließ die Spielstätte im November 1948 kurzzeitig schließen, weil aufzuführende Stücke nicht genehmigt worden waren.
Linke veranlasste in den nächsten Jahren weitere Bauarbeiten – das Foyer wurde umgebaut, ein neuer Probensaal sowie eine Kantine für die Mitarbeiter und ein Café für die Zuschauer wurden errichtet.

### Theaterbetrieb in der DDR-Zeit und Namensverleihung
Im Jahr 1952, zum 175. Geburtstag von Heinrich von Kleist und im Rahmen der Kleist-Gedenktage erhielt das Theater den Namen Kleist-Theater.
Erweiterungen und Umbauten passten sich in der Folgezeit den wachsenden Bedürfnissen des Theaters an. So erfolgte 1955 die Vergrößerung des Orchesterraumes, Werkstätten für den technischen Bereich wurden gebaut und der Eingang neu gestaltet. Über dem großen Saal wurde ein Bühnenhaus errichtet.
Anfang der 1950er Jahre sorgten Verträge über die Zusammenarbeit des Theaters mit Vereinen, Institutionen und Betrieben für eine breite Nutzung des Kulturangebotes. Darüber hinaus bekundeten sie ein „freundschaftliches Verhältnis zwischen Werktätigen und Künstlern“.
Nach fast zwanzig Jahren entsprachen die technischen Anlagen nicht mehr den geltenden Bestimmungen und ein Neubau war nicht geplant. So mussten in den 1960er Jahren Sanierungsarbeiten und größere Ausbaumaßnahmen durchgeführt werden. Die Bühne, das Foyer, die Gaststätte und die sanitären Einrichtungen wurden erweitert und eine neue Ölheizung eingebaut.
Bis zur Wende war das Theater eine nachgeordnete Einrichtung der Stadt.

### Kleist-Theater ab 1990 bis zur Schließung im Jahr 2000
Die Neuordnung der Stadtverwaltung im Mai 1990 führte zur Umwandlung des Kleist-Theaters in einen Regiebetrieb. Das bis dahin am Theater fest angestellte Philharmonische Orchester wurde 1993 ausgegliedert und zu einer selbstständigen Institution der Stadt Frankfurt (Oder) umgewandelt.
Ab 1992 bemühten sich die Verwaltungen um eine neue Spielstätte, da die baulichen Bedingungen für einen modernen Theaterbetrieb nicht mehr gegeben waren. Finanzielle Nöte der Stadt Frankfurt (Oder) führten erst zur Verkleinerung und dann zur Schließung der Kultureinrichtung. Am 22. April 2000 verabschiedeten sich die Künstler mit einer Aufführung der Rocky Horror Show bei ihrem Publikum.

## Kultur ab 2001 im neu errichteten Kleist Forum
Das Kleist Forum als neues kulturelles Zentrum mit einem vielseitigen Veranstaltungsprogramm eröffnete am 30. März 2001 im Stadtteil Obere Stadt, am Platz der Einheit. In diesem modernen Rundbau werden Konzerte, Theatervorstellungen, Lesungen, Comedy oder Ballett dargeboten.

## Intendanten
| - 1946–1948 Curt Asmus-Bach - 1948–1949 Willy Linke - 1949–1950 Frank Lothar - 1950–1952 Ursula Kempf - 1952–1957 Heinz Erich Isterheil | - 1957–1961 Walter Brunken - 1961–1967 Günther Klingner - 1967–1969 Gertrud Eylitz | - 1969–1973 Georg Roth - 1973–1983 Walter Brunken - 1983–1989/90 Jürgen Fricke - 1990–1994 Marie-Luise Preuß - 1994–2000 Manfred Weber |

## Auswahl Engagement von Schauspielern
- 1969–1972 Ernst Meincke
- 1979–1985 Evelyn Fuchs
- 1978–1986 Rainer Gohde
- 1982–1984 Johanna Schall
- 1992–1994 Matthias Paul